# Jaromír Blažek
Jaromír Blažek (Brno, 1972. december 29. –) korábbi válogatott cseh labdarúgó, kapus. Nős, felesége Lenka, emellett 2 gyermeke is van: Jakub és Aneta.
Tagja volt válogatottjának a 2000-es és a 2004-es EB-n is, ám a 2 tornán összesen 1 meccsen játszott. A kispadon ülte végig a 2006-os VB-t is, ahol egyetlen mérkőzésen sem jutott szóhoz. 2008-ban, az EB-re ismét bekerült a válogatottba, de ismét „csak” cserekapusként.
Blažek hatszoros cseh bajnok: 1996, 2000, 2001, 2003, 2005, 2007.

## Külső hivatkozások
- Jaromír Blažek a cseh labdarúgó-szövetség honlapján